# Botschaft des Volkes von Belarus

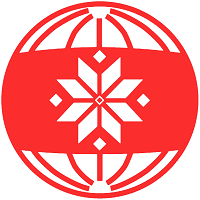
Emblem der Botschaften des Volkes von Belarus

Die Botschaften des Volkes von Belarus, auch Volksbotschaften von Belarus sind ein Projekt der belarussischen Diaspora, dessen wesentliches Ziel darin besteht, die Öffentlichkeit über die Lage in Belarus aus regierungskritischer Sicht zu informieren, Kontakte zu staatlichen Stellen, öffentlichen Verbänden, Gewerkschaften, Wirtschaft, Wissenschaft und Kultur im Ausland aufzubauen und zu pflegen sowie den Schutz der Rechte und Interessen der Belarussen zu gewährleisten und zur Ausreise gezwungene Personen zu unterstützen.
Die Botschaften des Volkes von Belarus werden von Swjatlana Zichanouskaja, dem Koordinierungsrat als auch vom Volks-Antikrisenmanagement von Pawel Latuschka unterstützt.
Aktuell existieren Volksbotschaften in Brasilien, Portugal, Montenegro, dem Vereinigten Königreich, Slowenien, Südkorea, Deutschland, der Ukraine, Estland, Litauen, Frankreich, Österreich, Spanien, Schweden und den Niederlanden. Die deutsche Botschaft des Volkes von Belarus steht in ständigem Kontakt mit den Verbänden Kulturverein Belarus e. V. sowie RAZAM e. V.

## Geschichte
Die Entscheidung zur Gründung solcher Botschaften wurde auf dem Weltkongress der Belarussen am 30. Oktober und 1. November 2020 getroffen. Zu den Projektinitiatoren zählen der FDP-Politiker Michael Rubin und die belarussische Aktivistin Bella Fox. Am 10. Dezember 2020 wurden in diversen Ländern der Welt, inklusive Deutschland, entsprechende „Botschaften des Volkes von Belarus“ eröffnet.
Die Europaabgeordneten Sergey Lagodinsky und Nicola Beer unterstützen offen die Etablierung des Projekts. Nicola Beer nahm auch an der Gründungszeremonie statt, ebenso wie Pawel Latuschka und Sjarhej Nawumtschyk, Vizepräsident der Exilregierung Rat der Belarussischen Volksrepublik.
Bis zum 2. Juli 2021 waren die Twitter-Accounts von einigen „Volksbotschaften“ zeitweise gesperrt, nachdem belarussische staatliche Behörden diese offenbar wegen Identitätsdiebstahl gemeldet hatten.
In einer Resolution vom 7. Oktober 2021 unterstrich das Europäische Parlament die Bedeutung der „Volksbotschaften“ und rief die EU-Kommission und die Mitgliedsstaaten dazu auf, diese zu unterstützen.
Im Jahr 2024 bezeichnete der KGB die Volksbotschaften als „extremistische Gruppe“.